# Nomorhamphus towoeti
Nomorhamphus towoeti é uma espécie de peixe da família Hemiramphidae.
É endémica da Indonésia. 